# Bundesverband der Gästeführer in Deutschland
Der Bundesverband der Gästeführer in Deutschland e. V. (BVGD) ist ein Dachverband lokaler und regionaler Vereinigungen von Gästeführern in Deutschland mit Sitz in Köln. Die Bundesgeschäftsstelle befindet sich in Nürnberg.
Der Verband wurde 1994 als Interessenvertretung der Gästeführer gegründet und vertritt (Sommer 2022) circa 7.500 Mitglieder in mehr als 245 Städten und Regionen. Er wirkt in Tourismusgremien, auch auf internationaler Ebene, mit und strebt die berufliche Anerkennung der Gästeführertätigkeit an. Der BVGD hat Richtlinien für die Gästeführer-Zertifizierung nach DIN EN 15565 geschaffen, mit denen die unterschiedlichen Qualitätsstandards von Führungen in vielen Orten und Regionen angeglichen wurden. Das Ausbildungssystem des BVGD ist 2008 als erstes in Deutschland unter DIN EN 15565 zertifiziert worden.
Weiteres Ziel des Verbands ist die Förderung von regionaler Zusammenarbeit und des Erfahrungsaustausches der Gästeführer z. B. bei der Deutschen Gästeführertagung und der jährlichen Mitgliederversammlung. Dazu gibt der BVGD ein Mitgliedermagazin namens Cicerone heraus und organisiert bundesweite Aktionen wie den Weltgästeführertag. Der Verband ist Mitglied der Föderation Europäischer Gästeführerverbände (FEG) sowie der World Federation of Tourist Guide Associations (WFTGA).